# Alan Moore
Alan Moore (* 18. listopadu 1953, Northampton, Anglie) je anglický spisovatel, který proslul zejména jako komiksový scenárista. Je autorem komiksů V jako Vendeta, Z pekla nebo Watchmen – Strážci. Některými je označován za nejlepšího komiksového scenáristu všech dob nebo jako „jeden z nejdůležitějších britských spisovatelů posledních padesáti let.“ Je také znám jako novopohan, okultista, anarchista a kouzelník.
Začal psát pro britské undergroundové časopisy na konci 70. let 20. století, kdy v časopisech publikoval své komiksy 2000AD a Warrior. Později začal pracovat pro DC Comics a spolupracoval na sériích jako Batman nebo Superman. Pod DC Comics psal také svá nejznámější díla Bažináč (komiks, který se stal základem hororové edice Vertigo), Z pekla, V jako Vendeta nebo Watchmen – Strážci z roku 1986, který je považován za dekonstrukci superhrdinského komiksového žánru. Dalšími známými výtvory Alana Moorea jsou komiksy Liga výjimečných, Top 10 a SMax.
Za svou kariéru obdržel 23 cen Eisner Award, které jsou nejprestižnější cenou za komiksy, včetně devíti pro nejlepšího scenáristu. Dále je držitelem sedmi Harvey Award a několika Eagle Awards, Jack Kirby Awards a Inkpot Award.

## Biografie

### Dětství a mládí
Narodil se 18. listopadu 1953 v Northamptonu v Anglii do dělnické rodiny. Jeho otec, Ernest Moore, byl pracovník v pivovaru a jeho matka, Sylvia Doreenová, pracovala v tiskárně. S rodinou žili v chudinské čtvrti The Boroughs. Od pěti let byl vášnivým čtenářem a častým návštěvníkem městské knihovny. V téže době se také poprvé dostal ke komiksovým stripům Topper a The Beezer. Brzy poté začal číst americké komiksy Flash, Detective Comics, Fantastic Four a Blackhawk. V jedenácti letech složil úspěšně zkoušky na školu Northampton School for Boys (ekvivalent osmiletého gymnázia), kde se poprvé setkal s dětmi ze střední a vyšší třídy společnosti.
Na konci šedesátých let začal publikovat svou poezii a eseje v různých fanzinech, přičemž začal vydávat i svůj vlastní fanzin Embryo. Díky svému fanzinu se stal členem umělecké skupiny Northampton Arts Lab. Když mu bylo kolem sedmnácti let, začal na škole prodávat LSD, za což byl v roce 1970 ze školy vyloučen. Několik dalších let žil u rodičů a pracoval v řadě nájemních zaměstnáních, například jako uklízeč nebo koželuh. V roce 1973 se seznámil se svou budoucí první ženou Phyllis Dixonovou, se kterou se sestěhovali do malého bytu ve čtvrti Barrack Road. Krátce poté se sezdali. Po svatbě se přestěhovali na předměstí Northamptonu do městem vlastněného domu. Moore tehdy pracoval jako administrativní podpora v kanceláři.

### Komiksové počátky (1978–1984)
Na konci 70. let se rozhodl odejít z kancelářského zaměstnání, aby se mohl věnovat více umělecké tvorbě. Začal několika stripy do fanzinů, například Anon E. Mouse do časopisu Anon nebo St. Pancras Panda pro Back Street Bugle. První placenou zakázkou v tomto oboru bylo pro Moorea několik ilustrací pro hudební magazín NME. To mu přineslo práci pro hudební časopis Sounds, kde vydával svůj první delší komiks Roscoe Moscow. Komiks vydával pod pseudonymem Curt Vile, který si zvolil podle německého skladatele Kurta Weilla. V roce 1978 se mu také narodila dcera Leah. Jelikož byl skromný plat za komiks jediným příjmem rodiny, museli také pobírat sociální dávky. V roce 1979 začal psát také nový komiksový strip novin Northants Post s názvem Maxwell the Magic Cat. Ten vydával pod pseudonymem Jill de Ray (podle bretaňského vojáka a okultisty Gillese de Raise). Stripu se věnoval až do roku 1986. Zatímco nejdříve stripy psal i kreslil, postupně se začal čím dál tím více věnovat pouze psaní scénářů.
Následně se snažil dostat do britského komiksového časopisu 2000 AD, který je vydáván nepřetržitě od roku 1977. Vydavatelství proto nabídl svůj scénář pro tamní sérii Soudce Dredd. Scénář byl odmítnut, jelikož sérii tehdy psal John Wagner a vydavatelství nového autora nehledalo. Nicméně redaktor časopisu Alan Grant poznal v Mooreovi talent a nabídl mu prostor v časopisu v rubrice Future Shocks, která publikuje stripy. Na přelomu 70. a 80. let napsal také pár čísel časopisu Doctor Who Magazine. Mezi roky 1980 a 1984 působil jako autor stripů na volné noze. V téže době si ho začaly najímat vydavatelství a časopisy Marvel UK, 2000 AD a Warrior. V 2000 AD Moore během tří let publikoval kolem padesáti stripů. Vydavatelé 2000 AD mu v roce 1983 nabídli první vlastní strip na pokračování Skizz, který ilustroval Jim Baikie. Brzy poté následoval strip na pokračování D.R. & Quinch, který kreslil Alan Davis. V roce 1984 přibyl strip The Ballad of Halo Jones s ilustracemi od Iana Gibsona.
Vedle práce v 2000 AD byl Moore najímán také vydavatelstvím Marvel UK, kde psal několik jednorázových příběhů časopisů Doctor Who Weekly a Star Wars Weekly. Následně dostal na starosti postavu Captaina Britaina. Kresbu zajistil Alan Davis. Dalším vydavatelem, který dal Mooreovi šanci byla společnost Quality Communication, který vydávala komiksový časopis Warrior. V něm dostal na starosti stripy na pokračování Marvelman a V jako Vendeta. Druhý jmenovaný, s kresbou od Davida Lloyda vycházel v letech 1982 až 1985, než byl pro nezájem fanoušků předčasně zrušen. Moore v něm představil anarchistu V, který bojuje proti dystopickému fašistickému režimu. Děj se odehrával v roce 1997 a byl pesimistickou reakcí Moorea na konzervativní vládu Margaret Thatcherové. Přes neúspěch v době prvního vydání se z díla stal kultovní komiks, který se dočkal i filmové adaptace.
Od roku 1985 otevřeně kritizoval fakt, že autoři nemají žádná autorská práva na svá komiksová díla. Rozešel se proto se všemi britskými vydavateli, včetně časopisu 2000 AD, pro který přestal psát v roce 1986. V téže době si pod pseudonymem Translucia Baboon založil hudební skupinu The Sinister Ducks. Skupinu s ním tvořili David J a Alex Green. V roce 1983 vydali singl "March of the Sinister Ducks" a v roce 1984 následoval "This Vicious Cabaret". Tím ovšem činnost skupiny prakticky utichla.

### Práce pro americké vydavatelství DC Comics (1984–1989)
Již v roce 1983 si Moorea, díky jeho práci pro 2000 AD, všiml americký autor komiksů Len Wein, který působil v DC Comics. Ten mu následně nabídl práci na komiksu Swamp Thing (Bažináč). Výsledkem je příběh The Saga of the Swamp Thing (Swamp Thing #20–64). Na komiksu se kresbou podíleli Stephen R. Bissette, Rick Veitch a John Totleben. Moore si tehdy málo úspěšnou postavu upravil po svém. Provedl její dekonstrukci, experimentoval s formou vyprávění a přidal sociální a environmentální tematiku, přičemž zachoval hororový a fantasy nádech. Pro sérii oživil spoustu dřívějších vedlejších magických postav DC Comics, jako Spectre, Demon, Phantom Stranger nebo Deadman. Současně vytvořil novou postavu Johna Constantina, britského mága z dělnické třídy. Postava byla vizuálně inspirována britským zpěvákem Stingem. Constantine se později stal hlavní postavou komiksu Hellblazer, který byl nejdéle vydávanou sérií imprintu Vertigo Comics. Moore psal Swamp Thing mezi lety 1984 až 1987. Série zaznamenala velký úspěch u kritiků i čtenářů. DC Comics se proto rozhodlo najmout další britské autory, jakými byli například Grant Morrison, Jamie Delano, Peter Milligan nebo Neil Gaiman.
V roce 1985 dostal prostor psát příběhy nejprodávanějších postav DC Comics. Nejdříve napsal story arc Supermana "For the Man Who Has Everything", který vyšel v sešitu Superman Annual #11. Kresbu zajistil Dave Gibbons. V roce 1986 následoval story arc Co se stalo s Mužem zítřka?, který byl vydán v sešitech Superman #423 a Action Comics #583. Kresbu měl na starosti Curt Swan. Mezi lety 1986 a 1987 mu DC vydalo uzavřenou sérii Watchmen – Strážci, kterou kreslil Dave Gibbons. Série potvrdila Mooreovo nadání a vysloužila si velké ocenění od kritiků. Jedná se o jediný komiks, který získal cenu Hugo. Komiks pracuje s myšlenkou našeho světa, ve kterém superhrdinové skutečně existují. Děj se odehrává v době studené války a ohrožení jadernou válkou, přičemž přináší dilema, zda se mají superhrdinové podvolit vládě USA nebo být zakázáni. Pro Moorea byl tento komiks dalším prostorem pro experimentování s formou. Strážci jsou považováni za jeho nejlepší dílo a za jeden z nejlepších komiksů vůbec. Spolu s díly Návrat Temného rytíře od Franka Millera nebo Maus od Arta Spiegelmana je jedním z komiksů, které převedly toto médium od dětských čtenářů k dospělým. V roce 1988 vydal příběh Batman: Kameňák, který ilustroval Brian Bolland. Děj se točí kolem postavy Jokera a zabývá se otázkou zrodu této postavy a jeho propadnutí šílenství. Tento komiks spolu s díly Franka Millera pomohl k redefinici charakteru postavy Batmana. V téže době u DC dovydal také svůj dříve zrušený komiks V jako Vendeta. V roce 1989 se s DC Comics kvůli sporu o autorská práva a podíly z prodeje rozešel.

### Nezávislá tvorba (1988–1993)
Po odchodu z DC Comics založil se svou ženou a jejich vzájemnou milenkou Deborah Delanovou vlastní vydavatelství, které nazvali Mad Love. Prvním titulem byla antologie AARGH vydaná v roce 1988. Dalšími tituly byly Shadowplay: The Secret Team a antologie Brought to Light. Všechna tato díla byla více politická a zaměřovala se na realistická a kritická díla o společnosti. V roce 1990 následovala další Mooreův titul Big Numbers, který kreslil Bill Sienkiewicz. Komiks se zabýval teorií chaosu a kritikou korporací. V letech 1989 až 1998 publikoval pro nezávislou antologii Taboo svůj komiks Z pekla, který se točí kolem vraždění Jacka Rozparovače. Ilustraci zajistil Eddie Campbell. Dalším komiksem vydávaným pro Taboo byly Ztracené dívky. V roce 1996 mu vyšla první novela Voice of the Fire.
V roce 1993 se veřejně označil za rituálního mága.

### Práce pro Image Comics a America's Best Comics (1993–2004)
V roce 1993 se znovu pustil do práce pro mainstreamový komiksový proud. Příležitost nalezl u nově založeného autorského vydavatelství Image Comics. Nejdříve dostal prostor na několika číslech série Spawn a následně pro svou vlastní sérii 1963. Dále pracoval na sériích WildC.A.T.S., Supreme a Youngblood.
Kreslíř Jim Lee, který byl jedním ze zakládajících společníků Image Comics nabídl Mooreovi založení vlastního imprintu, který Moore pojmenoval America's Best Comics. Imprint byl zařazen pod Leeho imprint WildStorm Productions, který však Lee brzy poté prodal DC Comics, čímž se Moore ocitl znovu v područí vydavatele, od kterého po sporech odešel. America's Best Comics (ABC) bylo oficiálně založeno v roce 1999 poté, co byl Moore ubezpečen, že nikdy nebude muset osobně jednat s DC Comics. Moore jako první vydal u ABC svůj komiks Liga výjimečných. Dalšími jeho komiksy byly Tom Strong, Top 10, Promethea a Tomorrow Stories.
V roce 2003 o něm byl natočen dokumentární film The Mindscape of Alan Moore.

### Návrat k nezávislé tvorbě (2005–...)
V roce 2005 se znovu vrátil k nezávislé tvorbě. Kvůli narůstajícím sporům s DC Comics opustil svůj imprint America's Best Comics.
V roce 2003 vydal u nakladatelství Avatar Press komiks The Courtyard a v roce 2010 Neonomicon. V letech 2015 až 2017 zde vydával sérii Providence.
Mezi lety 2010 a 2011 také vydával undergroundový magazín Dodgem Logic.
V roce 2019 oficiálně oznámil odchod z komiksového průmyslu, který poprvé nastínil již s vydáním svého románu Jerusalem v roce 2016.
V roce 2018 se objevil v televizním pořadu BBC Stewart Lee: Content Provider, v němž učinil rozhovor s anglickým komikem a satirikem Stewartem Lee, se kterým se přátelí. V roce 2020 měl vystupovat v dokumentárním filmu britského moderátora dokumentů Chrise Packhama pojmenovaném Chris Packham: Forever Punk, ale rozhovor s ním o nutnosti mladých lidí rebelovat proti autoritám stanice BBC z neznámého důvodu z dokumentu vystříhla. Chris Packham za to stanici kritizoval prostřednictvím sociální sítě Twitter. V roce 2022 vyprávěl Alan Moore rozhlasovou hru Damned Andrew, první britskou rozhlasovou hru s nebinárním protagonistou.
V říjnu 2022 mu bude vydána sbírka povídek Illuminations.

## Česky vydané komiksy
Na českém trhu byly vydány následující komiksy se scénářem Alana Moorea:

### Sešity
- 1997 - Batman: Kameňák (v CREW #03-05), (s Brian Bolland)
- 1997 - D.R. & Quinch si užívají na Zemi (v CREW #06), (s Alan Davis)
- 2003 - Jack B. Quick (v CREW2 #01-02), (s Rick Veitch)
- 2003 - První Američan: Spravedlnost v trikotu (v CREW2 #03), (s Jim Baikie)
- 2003 - Greyshirt: Jak to v životě chodí (v CREW2 #05), (s Rick Veitch)
- 2004 - Jack B.Quick: Vesnická galaxie (v CREW2 #06), (s Kevin Nowlan)
- 2004 - Jack B. Quick: Stručný zeměpis času (v CREW2 #09), (s Kevin Nowlan)
- 2004 - Greyshirt: Dobrý řidič (v CREW2 #10), (s Rick Veitch)
- 2005 - Jack B. Quick: O ptáčcích a včeličkách (v CREW2 #13), (s Kevin Nowlan)
- 2006 - Müšlenky (v CREW2 #17), (s Rick Veitch)
- 2007 - Život je krátký (v CREW #20), (s Kevin O'Neill)

### Knihy
- 2002 - Liga výjimečných I. (s Kevin O'Neill)
- 2003 - Swamp Thing - Bažináč #1 (s Stephen Bissett)
- 2003 - Z pekla (s Eddie Campbell)
- 2003 - Top 10 - Kniha první (s Gene Ha)
- 2004 - Top 10 - Kniha druhá (s Gene Ha)
- 2004 - Liga výjimečných II. (s Kevin O'Neill)
- 2005 - Smax (s Zander Cannon)
- 2005 - V jako Vendeta (s David Lloyd)
- 2005 - Watchmen - Strážci (s Dave Gibbons)
- 2006 - Top 10: Devětačtyřicátníci (s Gene Ha)
- 2007 - WildC.A.T.s – Návrat domů (s Travis Charets)
- 2008 - Ztracené dívky (s Melinda Gebbie)
- 2009 - Swamp Thing - Bažináč #2: Láska a smrt (s Stephen Bissett)
- 2011 - Swamp Thing - Bažináč #3: Prokletí (s Stephen Bissett)
- 2011 - Superman: Co se stalo s Mužem zítřka? (s Curt Swan)
- 2012 - Swamp Thing – Bažináč #4: Hejno vran (s Stephen Bissett)
- 2013 - Swamp Thing – Bažináč #5: V prach se obrátíš (s Rick Veitch)
- 2013 - Swamp Thing – Bažináč #6: Shledání (s Rick Veitch)
- 2013 - Batman: Kameňák a další příběhy (příběh Kameňák, s Brian Bolland)
- 2018 - Nemo: Srdce z ledu (s Kevin O'Neill)
- 2019 - Providence (s Jacen Burrows)
- 2021 - Neonomicon (s Jacen Burrows)

### Komiksy

#### Hlavní díla
- V for Vendetta (1982–1985)
- Marvelman/Miracleman (1982–1984)
- Swamp Thing (1984–1987)
- Watchmen (1986–1987)
- Batman: The Killing Joke (1988)
- From Hell (1989–1996)
- A Small Killing (1991)
- Lost Girls (1991–1992, 2006)
- Promethea (1999–2005)
- Tom Strong (1999–2006)
- Top 10 (1999–2001)
- The League of Extraordinary Gentlemen (1999–dosud)
- The Courtyard (2003)
- Neonomicon (2010)
- Fashion Beast (2012–dosud)

#### Marvel UK
- Doctor Who Magazine #35-38, 40-43, 47, 51, 57 (1980)
- Star Wars: The Empire Strikes Back Monthly #151, 154-156, 159 (1981-82)
- Marvel Super-Heroes
  - Captain Britain #386-389 (1982)
  - Night Raven #390-395 (1982-83)
- Not the World Cup (The Official Souvenir Brochure) (1982)
- The Daredevils
  - Captain Britain #1-11 (1983)
  - Night Raven #6-10 (1983)
- The Mighty World of Marvel #7-13 (1983-84)

#### IPC Media
- 2000 AD
  - Ro-Jaws' Robo-Tales #170, 176, 189-190 (1980)
  - Future Shocks #203, 209, 214, 217, 219, 234, 240, 242, 246-247, 249, 251-253, 257, 265, 267-273, 278, 282, 291, 329, 331-332 (1981-83)
  - Abelard Snazz #237-238, 245, 254, 299 (1981-83)
  - Time Twisters #278, 308-310, 315-316, 318, 320, 322-325, 327 (1982-83)
  - Southern Comfort (1981)
  - Ro-Busters #Annual '82-84 (1981-83)
  - Rogue Trooper #Annual '83-84 (1982-83)
  - Skizz: "First Contact" (1983)
  - D.R. and Quinch #317, 320-359, 363-367 (1983-85)
  - Ballad of Halo Jones #376-385, 405-415, 451-466 (1984-86)
  - ABC Warriors #Annual '85 (1984)
- Eagle: The Collector (1982)
- Scream! #1 (1984)

#### Ostatní vydání v UK
- Warrior
  - Marvelman #1-18, 20-21 (1982–84)
  - V for Vendetta #1-26 (1982–85)
  - Warpsmith #9-10 (1983)
  - The BoJeffries Saga #12-13, 19-20 (1983)
- Fantasy Advertiser #77 (1983)
- Speakeasy #43 (1984)
- Food for Thought: "Cold Snap" (1985)
- Mad Dog #10 (1985)
- A1 #1-4 (1989-90)
- Knockabout (1984-89)
- Heartbreak Hotel #1, 3 (1988)

#### DC Comics
- The Saga of Swamp Thing #20-64 (1984-87)
- Detective Comics #549-550 (1985)
- Omega Men #26-27 (1985)
- Green Lantern #188 (1985)
- Tales of the Green Lantern Corps #2-3 (1986-87)
- Superman: Whatever Happened to the Man of Tomorrow? (1986)
- Secret Origins #10 (1987)
- Batman Annual #11 (1987)
- Batman: The Killing Joke (1988)
- Watchmen #1-12 (1986-87)
- V for Vendetta #1-10 (1988-89)

#### Eclipse Comics
- Miracleman #1-16 (1990-91)
- Doc Stearn...Mr. Monster #3 (1985)
- Real War Stories #1 (1987)
- Brought to Light: "Shadowplay: The Secret Team" (1989)

#### Image Comics/Awesome Comics
- Spawn (1993-95)
- Violator #1-3 (1994)
- Shadowhawks of Legend #1 (1995)
- The Maxx #21 (1991)
- Supreme (1996-98)
- Judgment Day (1997)
- Youngblood (1997-99)
- Glory #0 (1999)
- Mr. Monster's Gal Friday... Kelly #3 (2000)

#### Wildstorm/America's Best Comics
- WildC.A.T.s #21-34 (1995-98)
- Fire From Heaven #1-2 (1996)
- The League of Extraordinary Gentlemen (1999–2003)
- Tom Strong (1999–2006)
- Promethea #1-32 (2000-05)
- Top 10 #1-12 (1999-01)
- Smax #1-5 (2003-04)

### Romány
- Voice of the Fire (1996)
- The Mirror of Love (2003)
- Jerusalem (2016)
- Illuminations (2022)
- The Moon and Serpent Bumper Book of Magic (2023)

### Ostatní
- Alan Moore's Writing for Comics (2003)